# Bitva u Loděnice (1179)
Bitva u Loděnice se odehrála v lednu 1179 u vsi a potoka Loděnice u Berouna ve středních Čechách. Šlo o střet mezi nedávno císařem Barbarossou svrženým a zemskými předáky zrazeným „selským knížetem“ Soběslavem II. a staronovým nástupcem trůnu Bedřichem. Výsledkem byla porážka Bedřicha, jenž si stěží zachránil život útěkem. 
Soběslav však přes toto významné vítězství nakonec válku prohrál. Bedřich totiž dokázal, i díky své energické manželce Alžbětě, znovu zkonsolidovat své síly, takže o čtyři dny později v bitvě u Prahy za pomoci znojemského údělníka Konráda II. Oty svrženého Soběslava II. rozhodně porazil. Bedřich se tudíž na opět získaném trůně nakonec udržel. Následná léta jeho neúspěšné vlády však znamenala dosud nejhlubší krizi středověkého českého státu.

## Předehra
Od druhé poloviny 12. století začala kolonizace Vitorazska Rakušany a Bavory. Toto území však historicky patřilo Přemyslovcům. Proto Soběslav II. požadoval po rakouském vévodovi Jindřichu Jasomirgottovi území zpět. Po jeho odmítnutí vytáhl dvakrát v průběhu roku 1176 s hotovostí na rakouské území, kde silně plenil a pálil, i církevní zboží a kostely. Vévoda, který ustoupil až za Dunaj, si na postup českých vojsk stěžoval císaři; přidala se s protesty i papežská kurie. Barbarossa, už delší dobu nespokojený se Soběslavovou samostatnou politikou, udělil v roce 1178 pražský stolec v léno opět Bedřichovi (před pěti lety jím svrženému). Na konci léta, kdy Soběslav musel rozpustit část rytířsko-selského vojska, které nedokázal tak dlouho živit, se vydal Bedřich na tažení do Čech. Táhl přes Plzeň na Prahu sledován znovu svolaným Soběslavovým vojskem. Čeští velmoži Soběslava opustili a proto Bedřich po krátkém obléhání obsadil Prahu a Soběslav se stáhl na svůj hrad (hradiště) Skálu, odkud nadále vedl drobnou záškodnickou válku a čekal na svou příležitost.
Ta přišla, když v prosinci odjel Bedřich za císařem na říšský sněm do Wormsu – Soběslav se pokusil dobýt Pražský hrad, aby se tak dostal k nastolovacímu kameni, jenže posádka jej ubránila. Se svými věrnými se tedy obrátil k pohraničním hvozdům, aby přepadl vracejícího se Bedřicha, ale ten dostal zavčas varování, jež za ním poslala kněžna Alžběta. Zastavil se tudíž u hraničních průseků, rozeslal posly ke svým příznivcům do Čech i do německých zemí a také požádal o pomoc vzdáleného moravského bratrance, znojemského knížete Konráda III. Otu. Teprve když se pod Bedřichem shromáždila dostatečná síla vojska, takže se cítil v přesile a navíc další oddíly byly na cestě, vyrazil do nitra Čech.

## Bitva
Bedřichovy jednotky došly k řece Mži (Berounce) a postupovaly dále podél jejího toku, asi sledovány zpovzdálí soběslavovským vojskem. Dorazili k „místu zvanému Brod“ (pozdější Beroun), kde se zdržely týden, než se hnuly na severovýchod. U vsi Loděnice se v úterý 23. ledna muselo Bedřichovo vojsko rozdělit při přechodu přes Loděnický potok. A tam nečekaně udeřil Soběslav: jeho vojáci zajali stráže, které se v tuhé zimě ohřívaly u ohňů, v poměrně úzkém údolí pak překvapili Bedřichův hlavní voj, k němuž se probojovali, následně rozprášili i jeho tábor. Bitva byla „nadmíru krvavá“ (pugna nimis cruenta), byli v ní pobiti význační předáci čeští (např. župan Sezema, otec později blahoslaveného Hroznaty Tepelského) i němečtí a se zajatci naložil vítězný kníže nemilosrdně:
| „         | ... a zbylým byly uřezány nosy, takže se stali posměchem pro svět. | “ |
| — Jarloch |                                                                    |   |

Předpokládá se však, že už kvůli výkupnému takovýto trest postihl asi jen bojovníky nižšího řádu. V boji u Loděnice byl také zajat i Bedřichův župan Vítek (později za své zásluhy získal Prčici a správu Prácheňského kraje a stal se zakladatelem jihočeského rozrodu Vítkovců).
Pro Soběslava byla Loděnice velkým vítězstvím a značně mu přiblížila možnost návratu na trůn, byť mu jeho soupeř unikl.

## Další vývoj

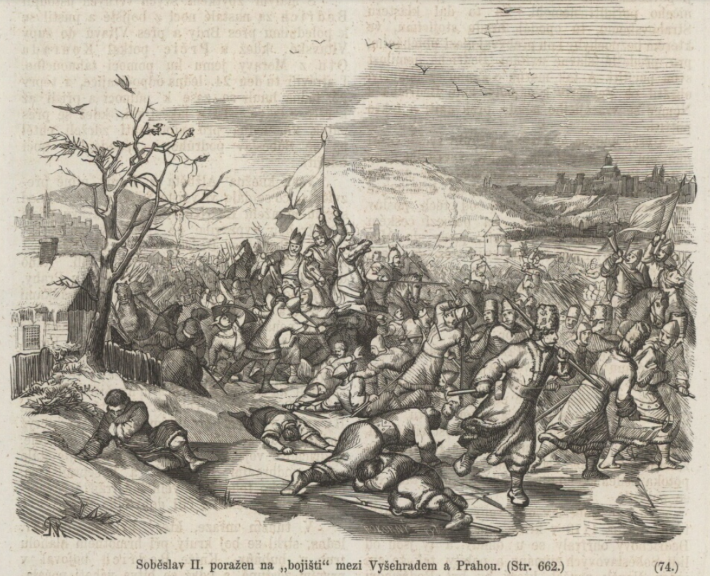
Bitva u Prahy roku 1179 (Česko-moravská kronika, J. Scheiwl, 1862)

Naprosto demoralizované zbytky Bedřichových sil následovaly svého pána, podle kronikáře prý rozprášené tak, že „ani dva nezůstali spolu“ (ita ut non remanerent duo pariter). Nicméně, Bedřich a jeho muži podali pozoruhodný výkon, když se od místa porážky obrátili ostře na jihovýchod a po zbytek dne a přes noc pochodovali kopcovitým terénem do Prčice, vzdálených 55 km vzdušnou čarou, přičemž v cestě jim stály Berounka, Kocába a především Vltava se svým kaňonem. V Prčici narazil Bedřich na vojska svého spojence Konráda Oty a dopřál svým mužům jednodenní odpočinek. Ve čtvrtek ráno se pak spojená vojska hnula na sever a přenocovala u řeky Sázavy, na místě zvaném Widvazoda (neznámé polohy).
V pátek chtěli opět odpočívat, ale dostihla je zpráva od kněžny Alžběty, že Soběslav se svými se chystá je v noci přepadnout. Ze strachu tedy Bedřich s Konrádem okamžitě vytáhli na sever, na Prahu, kam pochodovali celou noc a dorazili v sobotu ráno, po východu slunce. Kvůli velkým mrazům cestou mnoho vojáků omrzlo nebo pro podchlazení už nebylo schopno boje. Soběslav skutečně dorazil na tábořiště nepřátel u Sázavy a v jejich stopě je následoval.
Sešikovaná vojska soupeřů již z dálky jeho vojsko viděla přicházet a za hlaholu zvonů jej očekávala. Na pláni východně od tehdejší Prahy (dnes na Novém Městě, poblíž tehdejší vsi Nusle) se pak odehrála rozhodná bitva – avšak s opačným výsledkem.